# حمایت از مصرف‌کننده
بحث رعایت اخلاقیات در فرایندهای تولیدی به بررسی میزان رعایت ابعاد و مسائل اخلاقی در سیستم‌های تولیدی می‌پردازد. به عبارت دیگر، در سیستم‌های تولیدی، علاوه بر توجه به بهبود بهره‌وری، عملکرد آن‌ها در زمینه رعایت اخلاقیات نیز از موضوعات با اهمیت می‌باشد.

## تعریف حمایت از حقوق مصرف‌کننده
مسلم این است که برای حمایت از مصرف‌کننده نیز، همانند دیگر مسائل اقتصادی باید روندی اصولی و سازوکاری متناسب با اهداف تعیین شده در نظر گرفته شود تا به این صورت اولاً: نقش هدایتگر و متقابل مصرف‌کننده و تولیدکننده تعریف شود و ثانیاً از سیاست‌های غیراصولی که نه تنها وضع مصرف‌کنندگان را بهبود نداده بلکه به شیوه‌های مختلف از جمله تولید کالاهای بی‌کیفیت و نامرغوب، ایجاد الگوی مصرف غلط، افزایش آلودگی، ایجاد بی‌اعتمادی به بازار داخلی و… مصرف‌کننده را در شرایطی بس ناگوارتر از سابق رها کرده‌است، جلوگیری شود.
فهم دقیق حقوق مصرف‌کننده مستلزم این است که ابتداباید از کالا و مصرف‌کننده تعریفی درست و نزدیک به واقع داشته باشیم و در کنار آن ضمن شناسایی دقیق و صریح حقوق مصرف‌کننده، راهکارهای اصولی در جهت تحقق آن در پیش گرفته شود. همچنین ضرورت، حساسیت و اولویت این حقوق مورد ارزیابی قرار گیرد و برای آن وزن مشخصی در مقایسه با سایر سیاست‌های کلی تعریف شود.
در زنجیره تولید، تمامی تولیدکنندگان به نوعی مصرف‌کننده هستند و حمایتی که از مصرف‌کننده انجام می‌شود، حمایت از تولیدکننده است.

## حقوق مصرف‌کننده کدام است؟
آنچه از تاریخ بر می‌آید آن است که در گذشته مصرف‌کنندگان از جنبه‌های گوناگون در معرض بی‌عدالتی و آسیب دیدگی قرار داشتند؛ مانند ناآگاهی از فرایند تولید کالاها و ترکیبات آنها، عوارض و خطرهای ناشی از مصرف کالاهای زیان بار، ناآگاهی از شیوه صحیح مصرف کالا و شرایط نگهداری آن، تبلیغات نادرست، شرایط غیرمنصفانه معامله و قیمت، ضعف خدمات پس از فروش، عدم پایبندی تأمین‌کننده و تولیدکننده کالا به تعهداتی نظیر گارانتی، ضمانت و … از این‌رو در چند دهه گذشته در کشورهای مختلف تلاش وسیعی در تعریف و تبیین حقوق مصرف‌کننده و حمایت از آن مبذول شده و هر روز نیز بر تقویت آن افزوده می‌شود.
در ایران در بسیاری از موارد مصرف‌کننده، حتی نمی‌داند، قانون چه حمایت‌هایی تحت عنوان حقوق مصرف‌کننده از او به عمل می‌آورد؛ بنابراین پرسش مطرح، آن است که مصرف‌کننده چه حقوقی دارد؟
رعایت حقوق مصرف‌کننده و چند و چون آن، از زوایای گوناگون باید تعریف شود. چرا که اگر حد و حدود و گستره آن مشخص نشود، نمی‌توان گفت وقتی از حقوق مصرف‌کننده، سخنی به میان می‌آید منظور چیست و چه مواردی در این چارچوب قرار می‌گیرد.
خداوند در قرآن عظیم الشأن، فروشندگان را به رعایت عدالت و دقت در وزن کردن اجناس و پرهیز از کم فروشی امر می‌کند، که پیمانه و وزن را تمام بگذارند و کم فروشی نکنند. سوره مطففین نیز در مذمت و توبیخ کم فروشان نازل شده‌است.
تمامی افراد بشر به عنوان مصرف‌کننده، دارای مجموعه حقوقی هستند که عرضه‌کنندگان کالاها و خدمات بایستی آن را رعایت کنند. امروزه در بسیاری از کشورهای جهان، قوانین مشخص و واضحی برای ادای این حق وجود دارد. حق برخورداری از ایمنی، حق برخورداری از اطلاعات کامل، حق انتخاب آزادانه کالاها، حق معامله منصفانه، حق دادرسی برای جبران خسارت، حق جبران آسیب‌های وارده، حق برخورداری از حمایت دولت درصورت وقوع برخی تخلفات از سوی صاحبان واحدهای صنفی، حق استفاده از محصولات دارای کیفیت مناسب و متناسب با انتظارات مصرف‌کننده، حق در اختیار داشتن مشخصات تولیدکننده کالا و… همگی از حقوق مسلم مصرف‌کنندگان به‌شمار می‌آیند.
از منظر اتحادیه اروپا، ۵ حق بنیادی مصرف‌کننده عبارت‌است از: حق حمایت از بهداشت، سلامت و ایمنی، حق حمایت از منافع مالی، حق حمایت از منافع حقوقی، حق حمایت از نمایندگی در مشارکت و حق اطلاعات و آموزش. اما در کشورمان نیز مطابق آیین‌نامه اعطای گواهینامه و تندیس رعایت حقوق مصرف‌کنندگان، حقوق مصرف‌کننده حقوقی است که کلیه عرضه‌کنندگان کالا و خدمات منفردا و متضامنا از حیث صحت کیفیت کالا و خدمات عرضه شده مطابق با ضوابط و شرایط مندرج در قوانین یا مندرجات قرارداد مربوطه یا عرف می‌بایست در معاملات رعایت کنند.
در همین‌جا بهتر است اشاره‌ای به مباحث دین مبین اسلام شود که نظام مقدس اسلام، برای امور اقتصادی و مالی قواعدی در نظر گرفته که با رعایت آنها، هیچ گونه زیانی متوجه فروشنده و خریدار نخواهد شد. خداوند در قرآن عظیم الشأن، فروشندگان را به رعایت عدالت و دقت در وزن کردن اجناس و پرهیز از کم فروشی امر می‌کند، که پیمانه و وزن را تمام بگذارند و کم فروشی نکنند. سوره مطففین نیز در مذمت و توبیخ کم فروشان نازل شده‌است. بدیهی است که کم فروشی، امری کلی است و شامل نقص و کم گذاشتن در هر گونه اندازه‌گیری می‌شود.

## راهکارهای حمایت از حقوق مصرف‌کننده
برخی راهکارهای مؤثر بر حمایت از حقوق مصرف‌کننده در حوزه محصولات وارداتی به شرح زیر است:
1. کاهش بهای تمام شده کالا از طریق کاهش دیوان سالاری اداری
2. تخصصی شدن واردات
3. ارتقای بهره‌وری
4. تشریفات اداری در خدمت ارتقای بهره‌وری و تسریع امور
5. تسهیل تجارت قانونی
6. ایجاد پنجره واحد تجاری در گمرکات کشور
7. ایجاد خط سبز گمرکی برای واردکنندگان و تولیدکنندگان شناسنامه دار و خوشنام
8. تقویت طرح شبنم به‌عنوان شبکه نظارت مردمی
9. مسئولیت‌پذیری واردکنندگان و تولیدکنندگان
10. مقابله با پدیده شوم قاچاق
11. واردات کیفی
12. پیشگیری از رانت
13. تقویت فرایندهای گردش اطلاعات
14. تقویت جایگاه تشکل‌های وارداتی و تولیدی به‌عنوان بازوی مشورتی دولتمردان

## جایگاه مصرف‌کننده در حقوق ایران
برای دانستن حقوق مصرف‌کننده، ابتدا باید دانست که حقوق مصرف‌کننده چیست، مصرف‌کننده چه کسی است و با چه کسانی سر و کار دارد. طبق تعریف قانون حمایت از حقوق مصرف‌کننده، مصرف‌کننده هر شخص حقیقی یا حقوقی است که کالا یا خدمتی را خریداری می‌کند و حقوق مصرف‌کننده نیز عبارت است از، حقوقی که همه عرضه‌کنندگان کالا و خدمات منفردا و متضامنا از حیث صحت، کمیت، کیفیت و سلامت کالا و خدمات عرضه شده مطابق با ضوابط و شرایط مندرج در قوانین یا مندرجات قرارداد مربوطه یا عرف می‌بایست در مورد هر شخص حقیقی یا حقوقی که کالا یا خدمتی را خریداری می‌کنند در معاملات رعایت کنند که مصادیق آن توسط سازمان حمایت تعیین خواهد شد.

## تضمین حقوق مصرف‌کنندگان تکلیف کیست؟
تأمین حقوق مصرف‌کننده بر عهده دو دسته است که یا تولیدکننده هستند یا توزیع‌کننده که در ماده ۱ قانون حمایت از حقوق مصرف‌کننده این افراد را به‌طور زیر مشخص می‌کنند: عرضه‌کنندگان کالا و خدمات: به همه تولیدکنندگان، واردکنندگان، توزیع‌کنندگان، فروشندگان کالا و ارایه‌کنندگان خدمات اعم از فنی و حرفه‌ای و همچنین همه دستگاه‌ها، مؤسسه‌ها و شرکت‌هایی که شمول قانون بر آن‌ها مستلزم ذکر یا تصریح نام است و به‌طور مستقیم یا غیرمستقیم و به صورت کلی یا جزیی کالا یا خدمت به مصرف‌کننده ارائه می‌کنند، گفته می‌شود.

## وظایف تولیدکنندگان و فروشندگان در برابر مصرف‌کنندگان
در این خصوص باید گفت زمانی که کارخانه‌ای کالایی را تولید می‌کند، برای اطمینان مصرف‌کننده از سلامت کالا، برای کالای خود خدمات پس از فروش، ضمانت‌نامه و امور این چنینی را قرار می‌دهد که این ضمانت‌نامه طبق تعاریف قانون مذکور سندی است که تولیدکننده، واردکننده، عرضه‌کننده یا تعمیرکننده هر دستگاه فنی به خریدار یا سفارش‌دهنده کالا و خدمات می‌دهد تا چنانچه ظرف مدت معین عیب یا نقص فنی در کالای فروخته شده یا خدماتی که انجام شده مشاهده شود، نسبت به رفع عیب، یا تعویض قطعه یا قطعات معیوب یا دستگاه بدون اخذ وجه یا پرداخت خسارات وارده اقدام کند.
این ضمانت‌نامه باید در بردارنده مدت و نوع ضمانت باشد و همراه با صورتحساب فروش که در آن قیمت کالا یا اجرت خدمات و تاریخ عرضه درج شده باشد، به مصرف‌کنندگان ارائه شود. همچنین فروشندگان موظفند اطلاعات لازم شامل: نوع، کیفیت، کمیت، آگاهی‌های مقدم بر مصرف، تاریخ تولید و انقضای مصرف را در اختیار مصرف‌کنندگان قرار دهند.

## نقش مؤسسه استاندارد و انجمن‌های حمایت از مصرف‌کننده
یکی دیگر از مؤسسه‌هایی که می‌توان گفت به نوعی در جهت حمایت از حقوق مصرف‌کنندگان فعالیت می‌کند، مؤسسه استاندارد است، زیرا فلسفه وجودی این مؤسسه این است که کالاهایی با کیفیت بالا در دست مصرف‌کننده قرار گیرد. انجمن حمایت از مصرف‌کننده، تشکل غیردولتی، غیرانتفاعی و غیرسیاسی است که با هدف حمایت از مصرف‌کنندگان و در چارچوب قانون حمایت از حقوق مصرف‌کنندگان با مشارکت آحاد مردم تشکیل می‌شود و مطابق اساسنامه مصوب، شورای عمومی مؤسس انجمن نسبت به پیگیری مطالبات مصرف‌کنندگان و سایر تکالیف قانونی متصوره اقدام می‌کند. در ظاهر این انجمن‌ها تشکیل شده‌اند و طبق قانون حمایت از حقوق مصرف‌کننده اقداماتی را از قبیل دریافت، ارجاع، پیگیری دعاوی و شکایات مصرف‌کنندگان به مراجع ذی‌ربط (البته باتصویب قانون اصلاح قانون نظام صنفی در تاریخ دوازدهم شهریور ۹۲ که از تاریخ هشتم آبان ۹۲ قابل اجرا گردید و به استناد ماده ۵۹ این قانون، ماده ۱۴ قانون حمایت از حقوق مصرف‌کنندگان که ناظر بر صلاحیت انجمنهای حمایت از حقوق مصرف‌کنندگان برای بررسی شکایات و دعاوی صنفی بود، حذف گردید و بنابراین این تشکل‌ها دیگر نمی‌توانند این دعاوی را بررسی و ارجاع نمایند)، مشاوره و ارائه راهنمایی‌های لازم به مصرف‌کنندگان، آموزش مصرف‌کنندگان از طریق رسانه‌های گروهی، انتشار نشریه و…، جلوگیری از تبانی و ایجاد مراکز انحصاری که منجر به افزایش قیمت یا تضییع حقوق مصرف‌کنندگان می‌شود، انتقال و پیگیری موارد مرتبط با حقوق مصرف‌کنندگان به انجمن استانی و ملی و سازمان‌های دولتی ذی‌ربط، انتشار اطلاعات مورد نیاز مصرف‌کنندگان برای تهیه کالا و خدمات مورد نیاز، انتشار اطلاعات کالا و خدمات مضر برای مصرف‌کنندگان و… انجام می‌دهند.

## قوانین حمایتی
این قوانین از جنبه‌های مختلفی به حمایت از حقوق مصرف‌کننده می‌پردازد. به‌طور مثال مقررات مربوط به فعالیت مؤسسه استاندارد که طبق این مقررات سیاست این مؤسسه بر روی استاندارد اجباری انواع کالاست و در غیر این صورت کالای مربوطه ضبط خواهد شد. همچنین استانداردسازی سبب ارتقای سطح کیفیت محصول می‌شود. استاندارد بودن انواع کالاها و عرضه محصولات دارای ایمنی لازم باعث می‌شود که در پی کاهش یافتن آسیب‌های ناشی از مصرف کالاهای عرضه شده به مصرف‌کنندگان، تعداد دعاوی مصرف‌کنندگان نیز کاهش یابد. همچنین در این مورد قانون تعزیرات را داریم که به خاطر شرایط حاد بازار، سال‌های قبل به وجود آمد که ناظر بر اعمالی مانند گران‌فروشی احتکار و… است و اخیراً هم در بحث قاچاق کالا و ارز استفاده می‌شود. از موارد دیگر قوانین در این حوزه می‌توان به قانون نظام صنفی نیز اشاره کرد و در قانون مجازات هم قوانینی از این دست وجود دارد. هم‌چنین قانون تشدید مجازات کلاهبرداری و قانون اجرای سیاست‌های اصل ۴۴ قانون اساسی که شورای رقابت در نتیجه آن به وجود آمده‌است، وظیفه دارد فضای سالم را برای رقابت شرکت‌ها به وجود آورد.

## محدود کردن عدالت معاوضی با حمایت از مصرف‌کننده
در حقوق ما اصل آزادی قراردادی از اهمیت بالایی برخوردار است و این اصل به نفع مصرف‌کنندگان محدود شده‌است. بازار دارای یک نظم طبیعی است که ایجادکننده عدالت معاوضی است. منظور از عدالت معاوضی عدالتی است که بین دو طرف قرارداد به وجود می‌آید. البته باید گفت این امر در سطح عادی که همه دارای جایگاه خودشان هستند، درست عمل می‌کند. یعنی فرد مصرف‌کننده با فرد تولیدکننده وارد قرارداد می‌شود و طبق ماده ۱۰ قانون مدنی خودشان اصل تعیین می‌کنند. اما درجاهایی نیز این امر با تنش مواجه است و به ضرر مصرف‌کننده است. به‌طور مثال، فردی با مخابرات مواجه می‌شود و قرارداد می‌بندد و شماره‌هایی را سفارش می‌دهد که بعد متوجه می‌شود شرکت، شماره‌های مورد نظر او را تغییر داده یا شخصی برای گرفتن وامی به بانکی مراجه می‌کند و طبق قوانین بانک برای گرفتن خدمت مربوطه مجبور به امضای قراردادی است که خیلی از مفاد آن را قبول ندارد. اینجا علی‌رغم این که اصل عدالت معاوضی وجود دارد، اما به ضرر مصرف‌کننده تمام می‌شود.

## وضعیت حقوق مصرف‌کننده در ایران
در حقوق ایران بعد از طرح مفهوم مصرف‌کننده و ضرورت حمایت از او در دکترین حقوقی، قوانینی در این خصوص به تصویب رسید و در کنار برخی سازمان‌ها که پیش از این وجود داشت، مجموعه‌ای از حقوق را به همراه ضمانت‌اجراهای آن برای مصرف‌کننده به وجود آورد. مهم‌ترین متن قانونی در این خصوص را باید قانون حمایت از حقوق مصرف‌کنندگان دانست که در تاریخ ۱۱/۰۷/۱۳۸۸ به تصویب رسید. علاوه بر آن، قانون حمایت از حقوق مصرف‌کنندگان خودرو، قانون تأسیس سازمان حمایت تولیدکنندگان و مصرف‌کنندگان و آیین‌نامه‌های آن را نیز باید به عنوان قوانین مرتبط نام برد. همچنین برخی قوانین به صورت خاص و موردی به حقوق مصرف‌کنندگان اشاره دارند، قانون نظام صنفی چنین وضعی دارد. قانون حمایت از حقوق مصرف‌کنندگان، حقوقی را برای مصرف‌کننده به رسمیت شناخته و تشکل‌ها و نهادهایی را برای نظارت بر اجرای این حقوق به وجود آورده‌است: حق بر صحت و سلامت کالا، تسلیم ضمانت‌نامه و صورتحساب فروش به مصرف‌کننده، تعهد به دادن اطلاعات از سوی عرضه‌کنندگان کالا و خدمات و تولیدکنندگان، منع فروش اجباری، تکلیف ارائه خدمات پس از فروش از طریق تأسیس نمایندگی رسمی و تعمیرگاه مجاز، تأمین قطعات یدکی و ارائه سرویس و خدمات بعد از فروش برای عرضه‌کنندگان، از جمله حقوقی است که در این قانون برای مصرف‌کننده به رسمیت شناخته شده‌است و به‌منظور ساماندهی مشارکت مردمی در اجرای سیاست‌ها و برنامه‌های حمایت از حقوق مصرف‌کنندگان، انجمنهای حمایت از مصرف‌کنندگان تشکیل شده‌است که غیرانتفاعی، غیردولتی و دارای شخصیت حقوقی مستقل است.
انجمنهای حمایت از حقوق مصرف‌کنندگان می‌توانند شکایات واصله از افراد حقیقی و حقوقی را بررسی کرده و در صورت عدم توافق طرفین (شاکی و مشتکی عنه) یا جهت رسیدگی قانونی به سازمان تعزیرات حکومتی ارجاع کنند. با توجه به آنچه کارشناسان مورد تأکید قرار دادند، می‌توان نتیجه گرفت که اکنون مصرف‌کننده و حقوق او به یکی از موضوع‌هایی مهم در حقوق کشور ما تبدیل شده‌است. با وجود قوانین و مقررات و سازمان‌های مرتبط با حقوق مصرف‌کننده، باید تأکید کرد که هنوز انتقادهایی در عدم وجود تعادل در روابط مصرف‌کننده و عرضه‌کننده وجود دارد که بخشی از آن به نواقص قوانین برمی‌گردد و بخشی دیگر به عدم اجرای دقیق قوانین موجود.
هر فرد در مقام مصرف‌کننده دارای حقوقی است که باید از سوی تولیدکننده محترم شمرده شود. در برخی از کشورها هنوز حقوق مصرف‌کننده مورد توجه قرار نمی‌گیرد یا آنکه به‌طور کلی هنوز تعریف دقیقی از آن در قوانین و دستگاه قضایی ارائه نشده‌است. برای درک بهتر حقوق مصرف‌کننده ابتدا باید تعریفی از مصرف‌کننده داشته باشیم. اصلی‌ترین اشتباهی که در تعریف مصرف‌کننده بروز می‌کند، انطباق مفهومی خریدار و مصرف‌کننده است.
اکنون با گسترش صنایع و تولیدات، شاهد آن هستیم که کارخانه‌ها محصولات خود را به بازار عرضه کرده و طیف وسیعی از مشتریان از آن استفاده می‌کنند. تمامی کسانی که از یک کالا استفاده می‌کنند، حتی اگر خریدار آن نباشند، مصرف‌کننده می‌نامیم. در بحث حقوق مصرف‌کننده سخن در مورد زیان‌هایی است که مصرف‌کننده از یک کالا یا خدمات می‌بیند. به عبارت بهتر مصرف‌کننده هر شخص حقیقی یا حقوقی است که کالایی را برای رفع نیاز شخصی، اشخاص تحت تکفل، تحت اداره و میهمانان خود خریداری کرده یا مورد استفاده قرار می‌دهد. به این ترتیب مصرف‌کننده لازم نیست حتماً خریدار باشد.
جدیدترین تئوری موجود در محافل علمی در خصوص حقوق مصرف‌کننده، تئوری مسوولیت محض است. براساس این تئوری به محض اینکه یک تولیدکننده کالایی را عرضه کرده و به وظایف خود در برابر مصرف‌کننده عمل نکند به‌گونه‌ای که کسی از این محل آسیب ببیند باید جبران خسارت کند. در سیستم قدیمی حقوق مصرف‌کننده، مصرف‌کننده بایستی تقصیر تولیدکننده را اثبات می‌کرد. اثبات تقصیر تولیدکننده نیز اگر محال نباشد، دشوار است.
نگاه تاریخی به مسئله حقوق مصرف‌کننده نشان می‌دهد که برای اولین بار در سال ۱۹۲۵ یک حقوقدان فرانسوی به نام ژوستران طی تفسیری از رأی دیوان عالی کشور فرانسه عدم لزوم تقصیر فروشنده حرفه‌ای را در مورد عیوب پنهانی کالا مطرح کرد. بنابر تفسیر ژوستران مسوولیت فروشنده با حسن نیت از مسوولیت دارای سوء نیت جدا است.
در مورد فروشنده‌ای که حسن نیت دارد تنها مسترد کردن بهای دریافتی کالا کفایت می‌کند و فروشنده دارای سوء نیت مسوول جبران خسارات وارده نیز هست. ژوستران در تفسیر خود به این نکته اشاره می‌کند که فرض بر این است که یک فروشنده حرفه‌ای سوء نیت دارد بنابراین اگر از کالای فروخته شده به وسیله یک فروشنده حرفه‌ای مصرف‌کننده آسیب ببیند آن فروشنده مقصر خواهد بود. زیرا حرفه او این است و باید نسبت به عواقب فروش کالا یا خدمات خود آگاهی داشته باشد.
این نظریه سپس به وسیله یکی از شاگردان ژوستران تغییر کرد. هنری مازو، در جریان امتحان‌های ورودی برای عضویت علمی دانشکده حقوق پاریس به طرح مسوولیت فروشنده پرداخت و از نظریه استاد خود پیروی کرد. از این زمان زمینه سوءنیت فروشنده حرفه‌ای در مورد عیوب پنهانی کالا شکل گرفت. گام بعدی در راستای احقاق حقوق مصرف‌کننده در سال ۱۹۵۴ برداشته شد. در این سال، دیوان عالی کشور فرانسه به این نظریه تاسی کرد و در رأی خود در مورد انفجار یک کپسول گاز، پیشینه شرکت تولیدکننده در تولید کپسول را قرینه آگاهی تولیدکننده از عیب کپسول قرار داد. چرا که دیگر امکان عملی تشخیص معیوب بودن یا نبودن کپسولی که منفجر شده وجود نداشت.
از این تاریخ بود که فرضیه سوءنیت فروشنده حرفه‌ای از قالب یک دکترین دانشگاهی خارج و وارد رویه قضایی شد. دیوان عالی فرانسه با این رأی خود بر درستی نظر حقوقدانان در مورد فرض تقصیر فروشنده حرفه‌ای صحه گذاشت. تا پیش از این نظریه، تقسیر یا نظریه ریسک مورد توجه بود که طرفداران آن معتقد بودند مسوول دانستن فردی که تقصیر او ثابت نشده در حقوق مدنی درست همانند مجازات فردی در حقوق جزا است که جرمش ثابت نشده باشد. خوشبختانه این نظریه اکنون کنار گذاشته شده و نظریه مسوولیت محض جای آن را گرفته‌است. در نظریه مسوولیت محض فروشنده است که باید از خود دفاع کرده و ثابت کند که عیب محصول به دلیل دخل و تصرف واسطه‌های بعدی به وجود آمده‌است.
طی سال‌های ۱۹۵۵ تا ۱۹۶۵ نیز دیوان عالی فرانسه به پیروی از این دکترین فروشنده حرفه‌ای را به این دلیل که تعهد خود را مبنی بر تسلیم وفا نکرده‌است مسوول دانست. فروشنده چیزی را که می‌سازد باید تسلیم کند.
تسلیم به این صورت است که کالای ارائه شده باید قابل استفاده باشد. اگر کالا به هر صورت خطرناک یا معیوب یا غیرقابل استفاده باشد فروشنده به تعهد خود به تسلیم عمل نکرده‌است.
پس از طرح بحث عدم لزوم تقصیر فروشنده حرفه‌ای در فرانسه، بحث تعهد تولیدکننده و فروشنده به دادن اطلاعات مطرح شد. براساس این بحث تعهد فروشنده به دادن اطلاعات نیز به منزله تعهد بر تسلیم مورد قبول قرار می‌گیرد. یعنی ندادن اطلاعات به مثابه عدم تسلیم کالا است. به علاوه پذیرفته می‌شود که این تکلیف تنها در برابر خریدار مستقیم کالا نیست و همه مصرف‌کنندگان را در برمی‌گیرد.
تحولات مشابهی در حقوق ایالات متحده از سال ۱۷۷۸ شروع می‌شود که تا امروز به نتایج درخشانی رسیده‌است. اگرچه به گفته پراسر، حقوقدان آمریکایی مبنای این تضمین‌ها نه رضای طرفین بلکه حکم قانون است. بر مبنای گفته پراسر دیگر به خرید و فروش و تعهد به دادن اطلاعات کاری نداریم بلکه می‌گوییم که حکم قانون است. اینجا در حقیقت بحث مسوولیت محض مطرح می‌شود. در سال ۱۹۴۴ شرکت کوکاکولا دعوایی را علیه شرکت اسکولار مطرح می‌کند مبنی بر اینکه شیشه نوشابه‌ای در دست میهمان‌داری می‌شکند و به او آسیب می‌رساند. در این دعوا تصمیم مبنی بر نظریه تقصیر تنظیم شد، اما قاضی ترینر در نظری پیشرفته‌تر قانون حاکم بر دعوا را مسوولیت محض شمرد.
به این معنی که مبنای این تضمین قرارداد طرفین نیست بلکه حکم قانون است. قاضی ترینر اعلام کرد هدف اصلی مسوولیت مدنی ایجاد تعادل اقتصادی است که سیاست اجرای آن را می‌توانیم در دو واژه ایجاد مانع و تأمین خلاصه کنیم. یعنی ایجاد مانع برای تولیدکننده در ایجاد امنیت برای مصرف‌کننده.
در استدلال قاضی ترینر آمده‌است در فرضی که تولیدکننده و مصرف‌کننده هر دو بی‌گناه هستند باید دید خسارت را به کدام‌یک باید تحمیل کرد.
از این دو، تولیدکننده هم آسان‌تر و هم با بهای نازل‌تر می‌تواند خطر را بیمه کند و هزینه‌های آن را در بین جمع بیشتری از مصرف‌کنندگان و در زمان گسترده‌تر تقسیم کند. وانگهی تولیدکننده بهتر می‌تواند تمهیداتی بیندیشد که از خطر اضرار به دیگران بکاهد. به همین جهت جدای از اینکه خطا را چه کسی مرتکب شده مسوولیت باید بر دوش تولیدکننده باشد.
نظریه قاضی ترینر چندان مورد توجه واقع نشد تا اینکه در سال ۱۹۶۳ نظریه مسوولیت محض وارد حقوق رسمی آمریکا شد. در سال ۱۹۶۵ نیز این دکترین وارد سیستم قانون‌گذاری ایالات متحده شد. در فرانسه نیز در سال ۱۹۸۳ قانون‌گذار گامی به سوی مسوولیت محض تولیدکننده برداشت و سرانجام تحت فشار بازار مشترک اروپا (اتحادیه اروپای فعلی) طرح کاتالا را در سال ۱۹۸۸ زیر عنوان قانون حمایت مصرف‌کننده و مسوولیت ناشی از محصولات معیوب تصویب کرد.
اصطلاح حقوق مصرف‌کننده و اینکه مصرف‌کننده نیز حقوقی دارد برای نخستین بار در سال ۱۹۶۲ توسط جان‌اف‌کندی به کار گرفته شد. در حقیقت با سخنرانی او بود که حقوق مصرف اعلام موجودیت کرد به گونه‌ای که این حقوق سال‌هاست در آمریکا و کشورهای پیشرفته به عنوان یک رشته مستقل تدریس می‌شود. متأسفانه حقوق مصرف‌کننده در سیستم ما هنوز وارد نشده‌است و در دانشکده‌های ایران و حتی خاورمیانه در هیچ‌کجا تدریس نمی‌شود. این افتخار از آن استاد ارجمند جناب آقای دکتر سید محمد طبیبیان است که در زمان ریاست‌ایشان در مؤسسه عالی بانکداری ایران رشته‌ای به نام حقوق اقتصادی و مالی تأسیس شد و برای اولین‌بار در خاورمیانه این درس وارد دانشگاه‌های ایران شد و در حال حاضر به صورت مستقل تدریس می‌شود.
جان‌اف‌کندی چهار حق را برای مصرف‌کننده برشمرد. اول حق برخورداری از ایمنی، دوم حق برخورداری از اطلاعات کامل، سوم حق برخورداری از حمایت دولت که این مورد مربوط به تشکیلات مصرف‌کنندگان می‌شود، چهارمین حقی که کندی برای مصرف‌کننده برمی‌شمرد حق انتخاب است. حق انتخاب تنها در سیستم اقتصاد بازار معنا پیدا می‌کند. یعنی ما در سیستم اقتصاد دولتی و بسته نمی‌توانیم حق انتخاب داشته باشیم. پیکان و پژو را به هر قیمتی بخواهند می‌فروشند و شما ناگزیر از خرید آن هستید، چرا که حق انتخاب دیگری ندارید.
در میان این چهار حق، مورد سوم یعنی حق برخورداری از حمایت دولت از ظرافت خاصی برخوردار است. بحث حمایت دولت از مصرف‌کننده اصلاً به معنی قانون تعزیرات حکومتی یا امثال آن نیست. به‌طور کلی در اینجا به هیچ عنوان بحث حمایتی در مورد قیمت‌گذاری کردن و برهم زدن مکانیزم قیمت و به صلابه کشیدن تولیدکنندگان نیست.
میلتون فریدمن در کتاب آزادی انتخاب از آدام اسمیت نقل می‌کند که هر اقدامی که در اداره همه امور خانواده‌ها دوراندیشانه شناخته شده‌است به ندرت در اداره امور یک پادشاهی بزرگ غیر منطقی قلمداد شود. اگر یک کشور خارجی می‌تواند کالایی را ارزان‌تر از خود ما در اختیار ما گذارد بهتر است آن کالا را از آن کشور بخریم و در عوض بخشی از تولیدات خودمان را که در تهیه آن به نوعی توافق داریم به کشور مزبور بفروشیم.
در هر کشوری همیشه به نفع اکثریت قاطع مردم است که احتیاج‌های آن کشور را از هر کس که به ارزان‌ترین بها می‌فروشد بخرند. این سخن آنقدر واضح است که خنده‌آور می‌نماید. در اثبات آن به خود زحمت دهیم و اگر هر آینه سفسطه‌های تجار و سازندگان سودجو، عقل سلیم آدمی را اسیر نکرده بود، سخن مزبور حتی زیر سؤال هم قرار نمی‌گرفت. منافع اینان از این حیث درست برخلاف منافع اکثریت قاطع مردم است.